# شهرستان فرانتیر (نبراسکا)
شهرستان فرانتیر، نبراسکا (به انگلیسی: Frontier County, Nebraska) یک سکونتگاه مسکونی در ایالات متحده آمریکا است که در نبراسکا واقع شده‌است.

## خصوصیات
شهرستان فرانتیر ۲٬۵۳۸٫۲ کیلومترمربع مساحت دارد.